# Smerfy (album)
Smerfy – longplay wydany w 1988 roku nakładem wytwórni Supraphon, zawierający utwory nawiązujące tematycznie do postaci smerfów. Główny wokal w piosenkach wykonali: Halina Frąckowiak, Irena Jarocka, Jerzy Kryszak, Andrzej Rosiewicz, Andrzej Rybiński, Marta Rynkowska, Ryszard Rynkowski i Jan Wojdak.

## Lista utworów

### Strona 1
1. „Smerfy smerfują” (wyk. Andrzej Rosiewicz) – 2:38
2. „Rozmowa Smerfetki z Łasuchem” (wyk. Marta Rynkowska, Ryszard Rynkowski) – 3:18
3. „Jak nuci smerfolas” (wyk. Andrzej Rybiński) – 1:47
4. „Smerfetka i myszka” (wyk. Irena Jarocka) – 3:25
5. „Smerf rock” (wyk. Jerzy Kryszak) – 3:20
6. „Koncert smerfów” (wyk. Jan Wojdak) – 2:03

### Strona 2
1. „Modry świat” (wyk. Andrzej Rybiński) – 2:23
2. „Baj bajeczko baśń” (wyk. Halina Frąckowiak) – 3:32
3. „Błękitny marsz” (wyk. Jerzy Kryszak) – 2:42
4. „Hymn poranny na obudzenie Śpiocha” (wyk. Irena Jarocka) – 3:05
5. „O zatrutym szazalakacu i trąbce Harmoniusza” (wyk. Ryszard Rynkowski) – 2:08
6. „Gargamel disco” (wyk. Andrzej Rosiewicz) – 3:20
7. „Kto nic nie wskórał” (wyk. Halina Frąckowiak, Irena Jarocka, Jerzy Kryszak, Andrzej Rosiewicz, Andrzej Rybiński, Ryszard Rynkowski, Jan Wojdak) – 2:48

## Twórcy
- Halina Frąckowiak – śpiew
- Irena Jarocka – śpiew
- Jerzy Kryszak – śpiew
- Andrzej Rosiewicz – śpiew
- Andrzej Rybiński – śpiew
- Marta Rynkowska – śpiew
- Ryszard Rynkowski – śpiew
- Jan Wojdak – śpiew
- Bambini di Praga – chór
- Gemini – chór
- Karel Vágner – dyrygent[1]